# 나카카쓰시카군

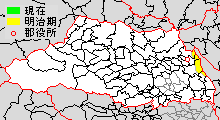
사이타마현 나카카쓰시카군의 범위

나카카쓰시카군(中葛飾郡)은 사이타마현에 있던 군이다.

## 군역
현재의 행정 구역 상 삿테시, 가스카베시의 일부, 기타카쓰시카군 스기토정과 마쓰부시정]의 일부에 해당한다.

## 역사
- 1879년 3월 17일 - 시군구촌 편제법이 시행되어, 시모사국 가쓰시카군 중 사이타마현에 속한 지역으로 나카카쓰시카군을 설차.

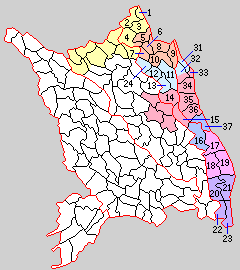
31.도요오카촌 32.사쿠라이촌 33.호슈바나촌 34.도미타촌 35.미나미사쿠라이촌 36.가와베촌 37.가나스기촌 (빨강: 가스카베시, 주황: 삿테시, 파랑: 스기토정 하늘색: 마쓰부시정. 1~24는 기타카쓰시카군)

- 1889년 4월 1일 - 정촌제가 시행되어, 아래의 정촌이 발족. (7촌)
  - 도요오카촌(豊岡村): 현 삿테시, 스기토정
  - 사쿠라이촌(桜井村): 현 삿테시, 스기토정, 가스카베시
  - 호슈바나촌(宝珠花村): 현 가스카베시
  - 도미타촌(富多村): 현 가스카베시
  - 미나미사쿠라이촌(南桜井村): 현 가스카베시
  - 가와베촌(川辺村): 현 가스카베시
  - 가나스기촌(金杉村): 현 마쓰부시정
- 1895년 3월 30일 - 지바현 히가시카쓰시카군 세키야도정의 일부가 도요오카촌에 편입.
- 1896년 4월 1일 - 기타카쓰시카군과 나카카쓰시카군의 구역이 통합되어 새로이 기타카쓰시카군이 발족, 나카카쓰시카군은 폐지됨.

## 같이 보기
- 가쓰시카군
- 히가시카쓰시카군
- 니시카쓰시카군
- 미나미카쓰시카군
- 기타카쓰시카군